# Црвена река Севера
Црвена река (енгл. Red River; фр. Rivière Rouge) је северноамеричка река. Настаје спајањем река Бојс де Су и Отер Тејл код места Вапетон у америчкој савезној држави Северна Дакота. Тече дуж меридијана ка северу кроз Долину Црвене реке и чини природну границу између Северне Дакоте и Минесоте. Улива се у језеро Винипег северно од града Винипега у канадској покрајини Манитоба. Преко реке Нелсон која је отока Винипега, а притока Залива Хадсон, повезана је са Северним леденим океаном.
Укупна дужина водотока од места настанка до ушћа износи 885 km, од чега је 635 km на територији САД а 255 на територији Канаде. Ушће у језеро Винипег је у виду мање делте познате под именом Нетли Марш (енгл. Netley Marsh) а укупан пад износи 72 m.
У САД се ова река назива Црвена река Севера (енгл. Red River of the North) да би се избегло повезивање са истоименом притоком Мисисипија која је једним својим делом граница између Оклахоме и Тексаса.